# Aleta pectoral

Lampanyctodes hectoris

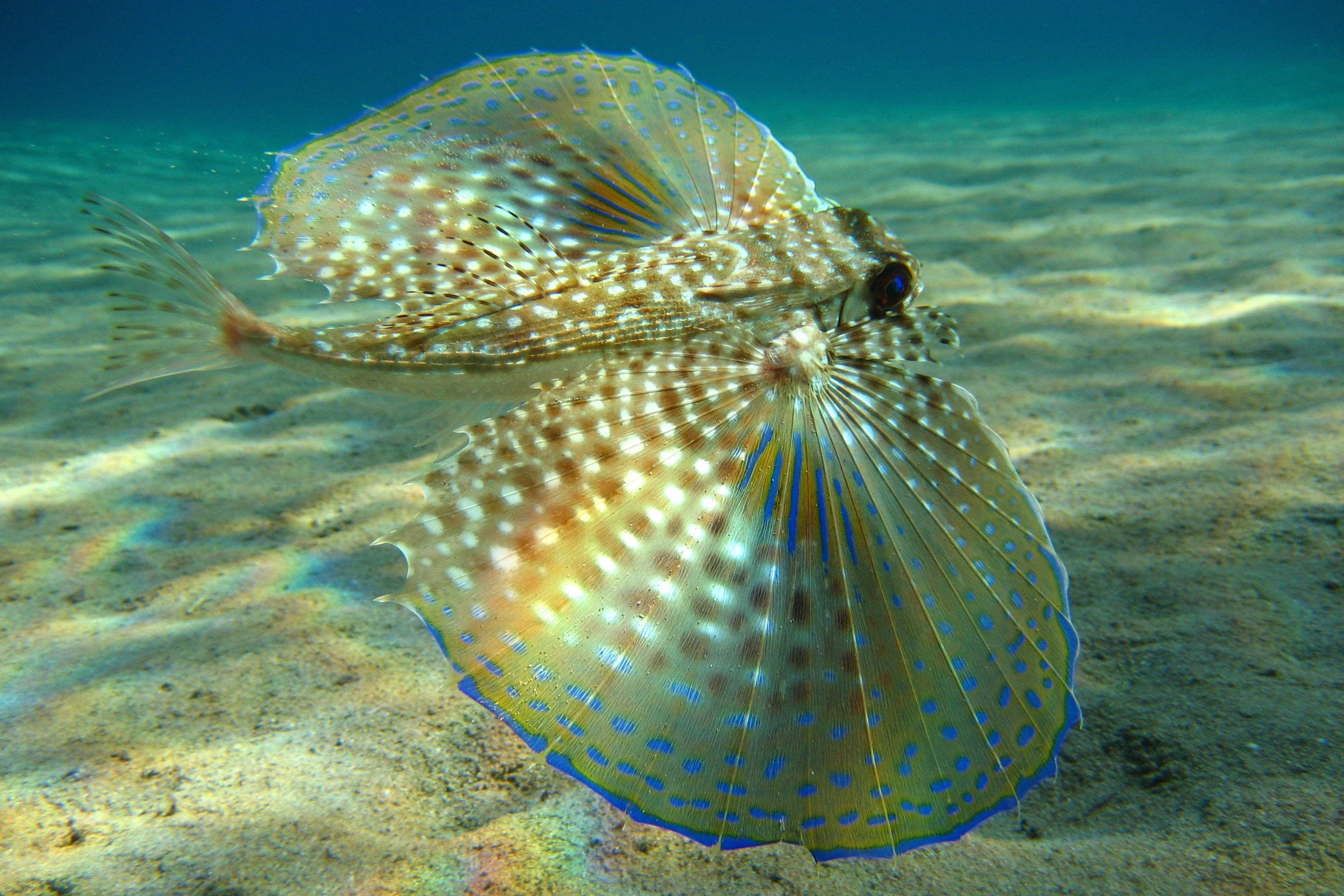
En el verat volador, les aletes pectorals recorden unes ales.

Les aletes pectorals són unes aletes aparellades localitzades als costats del cos dels peixos o els cetacis, generalment darrere de les brànquies darrere de l'opercle, soldades a la cintura escapular. En els peixos primitius, es troben a la part inferior del cos.
Poden variar tant en forma com en mida, depenent de l'espècie. Els radis de les aletes pectorals dels peixos voladors són molt prolongats i formen una mena d'ales, mentre que els d'alguns peixos que caminen sobre el fons estan lliures per poder recolzar-s'hi. Les aletes pectorals més grans corresponen a la balena geperuda, i en les rajades s'uneixen formant un gran disc i constitueixen la part principal del seu teixit muscular, que els permet desplaçar-se fent moviments ondulatoris.
Són homòlogues a les extremitats anteriors dels tetràpodes terrestres, i en els mamífers aquàtics poden tornar a adoptar la forma d'aletes, com ara en els cetacis, els sirenis i els pinnípedes.
La seva funció principal és la de mantenir l'equilibri, tot i que en algunes espècies tenen també una funcionalitat natatòria ja que es balancegen sobre la seva base, com en el cas dels taurons. Així com passa amb les aletes pelvianes i dorsals, durant la natació es pleguen per tal d'aportar més aerodinàmica a l'animal. En moltes espècies, en canvi, ajuden a caminar, com en el cas dels oxudercins.